# Larissa, Aiolien
Larissa (klassisk grekiska Λάρισα, Larisa eller Λάρισσα, Larissa) var under antiken en av de elva aioliska städerna i Mindre Asien, mellan Smyrnaviken och Hermosfloden i söder samt den eleiska havsviken och floden Kaikos i norr. Herodotos uppräknar det under den joniska namnformen Lerisai. Detta aioliska eller, såsom det enligt Strabon i likhet med det närbelägna Kyme även kallades, det frikoniska Larisa, låg på en av berget Sardenes sista avsatser ned mot Hermosfloden, i forntiden sannolikt vid dennas utlopp i Smyrnaviken. Under århundradenas lopp har kustlinjen till följd av den av floden förorsakade försandningen och uppslamningen, som hotat att förvandla Smyrnaviken till en insjö och nödvändiggjort en omläggning av Hermosflodens nedersta lopp, flyttat sig omkring 10 km längre åt väster. Ruinerna av den antika staden ligger i den nutida turkiska provinsen Izmir, i närheten av orten Menemen.

## Historia
Larissa omtalas redan på ett par ställen i Iliaden som hemvist för de med trojanerna förbundna pelasgerna. Enligt traditionen, sådan den återges av Strabon, hade de grekiska kolonisterna av aiolisk stam först efter hårda strider lyckats bemäktiga sig Larissa, som under de följande århundradena (900- till 600-talet f.Kr.) jämte det endast omkring 6 km därifrån belägna Neonteichos var den hellenska kulturens fasta borg och stödjepunkt vid Hermosflodens utlopp, där handelsvägarna från det inre av Mindre Asien, och särskilt från det lydiska rikets huvudstad Sardes, mynnade ut. Under 500-talet f.Kr. delade det sannolikt det öde som drabbade de flesta av de blomstrande grekiska handelsstäderna på Mindre Asiens västra kust, nämligen att erövras och kuvas först av lydierna och därefter av perserna. Efter Kroisos nederlag vid Sardes 546 f.Kr. skulle hans egyptiska hjälptrupper, som övergått till segraren, av denne fått sig några grekiska städer vid kusten i närheten af Kyme, bland dem Larissa, anvisade till boningsplatser. Xenofon, som berättar denna episod, tillägger, att ännu på hans tid dessa städer beboddes av ättlingarna av de ifrågavarande egyptierna.
Ännu i början av 300-talet f.Kr. tycks Larissa, som då lydde under perserkonungen, ha varit starkt befäst, då det 399 f.Kr. med framgång uthärdade en belägring av den spartanske fältherren Thibron, som för att tvinga staden till kapitulation försökte leda bort invånarnas dricksvatten genom en underjordisk kanal, en krigslist, som emellertid misslyckades till följd av lariseernas vaksamhet. Thibron måste ge upp belägringen och avtåga med oförrättat ärende. Några århundraden senare, på Strabons tid, var Larissas historia redan avslutad. Det var då öde och övergivet, ödelagt av galaterna år 279 f.Kr.

## Utgrävningar
Den av svenska mecenater, bland dem konung Oscar II, bekostade utgrävning av det aioliska Larissas nekropol och av en del av dess borghöjd, som ägde rum 1902, under ledning av Lennart Kjellberg i Uppsala och Johannes Böhlau i Kassel, har lett till mycket intressanta resultat, som hjälpte till att sprida nytt ljus över den till dess åtminstone i arkeologiskt hänseende ganska ofullständigt kända grekisk-joniska kulturen under 600- och 500-talet f.Kr. De ifrågavarande fynden är i huvudsak dels arkitektur- och skulpturminnesmärken, dels keramiska föremål. Till de viktigaste av de förstnämnda hör ett mycket väl bibehållet stort kapitäl av vitaktig kalksten av den ålderdomliga och sällsynta aioliska typen med spår av den ursprungliga färgläggningen på palmetten mellan voluterna och en till den övre avslutningen på en aiolisk kolonn likaledes hörande bladkrans av samma material.
Bildhuggarkonsten i förening med målarkonsten och keramiken är representerad av en stor mängd fragmenterade målade arkaiska terrakottareliefer, vilka som sima- eller epistylfriser en gång tjänat till utsmyckning av olika monumentala byggnader och, sedan dessa på ett eller annat sätt förstörts, använts som fyllnad vid ett terrasseringsarbete på Larissas akropol. Dessa arkitektoniska terrakottareliefer, som framställde såväl mytologiska scener och bilder ur de aioliska riddarnas liv som olika ornamentmotiv, visar på den nära frändskapen mellan den aiolisk-joniska och den äldre etruskiska konsten, som tydligen hämtat sina förebilder från den förra.
I samma terrassfyllning, som innehöll den stora mängden av figurliga och ornamentala arkitektoniska terrakottareliefer, kom även en fast oräknelig massa vasfragment i dagen från samma arkaiska konstperiod. Även den monokroma svarta och gråa s.k. lydiska keramiken med delvis plastisk ornering är rikligt förekommande.
Fynden som gjordes av Kjellberg och Böhlau fördes till arkeologimuseer i Stockholm och Istanbul.